# Холтон, Гари
Гари Холтон (англ. Gary Holton; род. 22 сентября 1952 года, Лондон, Англия, Великобритания — 25 октября 1985 года, там же) — британский певец, актёр, музыкант и автор песен. Он был вокалистом рок-группы «Heavy Metal Kids», работал с Казино Стилом (1981—1984), а также сыграл роль Уэйна (он же Лондон) в комедии «Прощай, домашнее животное» (1983—1985).

## Ранние годы
Гари Холтон родился в Клэпхеме, на юге Лондона 22 сентября 1952 года, и был первым ребенком в семье Эрни и Джоан Холтон.

## Актерская карьера
В начале своей актёрской карьеры Холтон начал работать в театральном мире с оперной труппой Сэдлера Уэллса, дебютировав в оперных выступлениях в возрасте одиннадцати лет, проработав с ними три года.
В 1966 году, в возрасте 14 лет, он сыграл роль в фильме Конгрева «Любовь за любовь» с Лоуренсом Оливье, а также сыграл главную роль в фильме Джанкарло Менотти «Амаль и ночные гости».
Вскоре после окончания образования в Вестминстерской школе он присоединился к театральной труппе Олд Вик, а оттуда продолжил работу с Королевской шекспировской труппой в Стратфорде.
В 17 лет он присоединился к гастрольной компании «Hair» и оставался с ними два года.
Когда он покинул компанию, его музыкальные таланты привели к тому, что он основал собственную рок-группу «Heavy Metal Kids», где был вокалистом.

### Ранние роли
Холтон дебютировал на экране в 1979 году, сыграв роль Эдди Хейрстайла в телефильме «Знание» с Майклом Элфиком и Ким Тейлфорт.
Холтон не получил особого признания ни за эту роль, ни за свою роль незарегистрированного персонажа в фильме «Квадрофения», выпущенном в том же году.
Однако после появления в телесериале «Обувь» Холтон сыграл главную роль Кена в фильме 1979 года «Кровавые дети».
В 1980 году он сыграл роль Кита в эпизоде телесериала «Играй сегодня» и второстепенного персонажа в фильме «Разбивая стекло».
Он появился в качестве второстепенного персонажа в телефильме 1981 года «Маленькие революции» и сыграл приглашенную роль Рика Слоана в телесериале «Нежное прикосновение».
Холтон также спел мелодию к британской детской драме 1980-х годов «Толпа Мерфи», которую продюсировало ITV Central.

### Auf Wiedersehen, Pet
Играя роль Уэйна Уинстона Норриса в популярной комедийной драме «Auf Wiedersehen, Pet», Холтон сыграл плотника-кокни, по прозвищу «Оз Лондона».
Персонажу Норрису нравились его женщины, музыка и выпивка, что было очень похоже на личность самого Холтона за кадром.
Он получил роль первого из семи главных героев после того, как его представили Яну Ла Френе на вечеринке.
Ла Френе и его партнер по сценарию Дик Клемент составляли сюжетные линии и работали над идеей, данной им Франком Роддамом, который был директором «Quadrophenia».
Первая серия «Auf Wiedersehen, Pet» шла с 1983—1984 года. В феврале 1985 года начались съемки второй серии.
Памяти Гари Холтона, умершего в октябре того же года, был посвящен заключительный выпуск второго сериала.
Шоу было возрождено в 2002 году с участием первоначальных сценаристов и всех оставшихся в живых актеров. Пустоту в составе, оставленную Холтоном, заполнил Вайман, сын Уэйна, которого сыграл Ноэль Кларк.

### Другие роли
Во время съемок в «Auf Wiedersehen, Pet», у Холтона было всего две других ролей. Он появился в телесериале Minder, в котором он играл злодея Барри, в 1984 году.
Он также ненадолго появился в первом эпизоде телесериала «Bulman» в следующем году.
Он также появился в эпизоде «Shotstring», снятом в Бристоле.
Холтону предложили роль злодея Ника Коттона в телевизионной мыльной опере «Жители Ист-Энда», но он отказался от этой роли, и вместо этого она была отдана другу Холтона Джону Альтману, который был очень похож на него и впоследствии добился успеха. Позже, в 2010 году, именно он и станет новым вокалистом «Heavy Metal Kids».

## Музыкальная карьера

### Heavy Metal Kids
Гэри был фронтменом «HMK» с 1973 года. Благодаря своему акценту кокни он стал популярным исполнителем глэм-рока.
Группа была обнаружена бывшим фронтменом «Dave Dee, Dozy, Beaky, Mick & Tich» Дэйвом Ди, который подписал их с Atlantic Records.
Их первый альбом был хорошо принят прессой, однако продажи были ограничены, в основном из-за «странного», на тот момент, названия.
Позже группа отыграла много концертов с «The Adverts». Во время своего первого американского турне в 1975 году «HMK» сократили свое название до «The Kids», под которым вышел их второй альбом «Anvil Chorus».
В конце 1975 года «The Kids» подписали контракт с лейблом RAK продюсера Мики Моста, и в 1976 году группа выпустила свой третий альбом под названием «Kitsch».
После этого Холтон был уволен из-за бури заголовков, связанных с выпивкой и наркотиками. Планы на то, чтобы остальные участники продолжили свое существование без него, провалились, и через 3 недели Холтон вернулся в группу.
В то время «HMK» была популярна в Швеции, но они не имели большого коммерческого успеха в Британии, хотя их сингл «She’s No Angel» регулярно звучал на «BBC Radio 1», фаворите ди-джея Джона Пила, и это привело к появлению группы в телепрограмме «Top of the Pops».
В апреле 1978 года Холтон снова ушел, и группа распалась. Отчасти, причина была в отсутствии коммерческого успеха.
Гари после этого вернулся к актерскому мастерству.

### Uriah Heep
В тот же момент был уволен оригинальный вокалист Uriah Heep Дэвид Байрон, и качестве претендента на его замену первым рассматривался Холтон.
Однако, как выяснилось, сам Гари на тот момент также, как и Байрон, страдал алкозависимостью, и в итоге был выбран Джон Лоутон из гамбургской рок-группы «Lucifer’s Friend».

### AC/DC
В феврале 1980 года «AC/DC» пригласили Гари на роль вокалиста, чтобы заменить умершего Бона Скотта.
Холтон принял приглашение, но когда пришёл с ящиком виски, тут же был исключён. Причина заключалась в том, что группе не нужен был ещё один «певец-алкоголик».

### Холтон/Стил
В 1980/81 годах Холтон познакомился с Казино Стилом, музыкантом из Норвегии, и в последующие годы выпустил пару альбомов-бестселлеров.
Их первым хитом стала кавер-версия песни Кенни Роджерса «Ruby». Затем они записали ещё одну кавер-версию «Ruby, Don’t Take Your Love to Town».
Позже будет написана песня под простым названием «Auf Wiedersehen Pet». В ней Холтон спел о своем опыте участия в одноимённом шоу.
Позже Холтон вместе со Стилом записали ещё три альбома, но все они преуспели лишь в Норвегии.
Музыкальным стилем дуэта был хард-рок с сильным влиянием глэма.

### Сольно
Музыкальные начинания Гари какое-то время ограничивались разовыми выступлениями: в конце 1978 года он заменил вокалиста «The Damned» Дэйва Ваниана в коротком шотландском туре.
В 1984 году он появился в телепрограмме The Tube в 1984 году с группой под названием «The Actors», в которую входил другой звезда «Quadrophenia» Гэри Шейл на бас-гитаре, и они исполнили песню под названием «Long-Legged Blue-Eyed Blonde».
В 1985 году Холтон также некоторое время был в группе под названием «The Gang Show», которую он сформировал с Гленом Мэтлоком и Джеймсом Стивенсоном.

## Личная жизнь
У Холтона была череда отношений 70-е годы.
В 1977 году он встречался с певицей Стеллой Палмер, с которой четырьмя годами ранее исполнил свою кавер-версию «Somethin' Stupid», автором которой является Карсон Паркс.
Гари и Стелла обручились 12 марта 1977 года, но 2 мая того же года Холтон расторг помолвку, заявив, что их отношения шли не совсем так, как планировалось.
В 1979 году он женился на модели Донне Кэмпбелл. В 1981 году они расстались, но остались друзьями.
После Донны у Холтона были отношения с Сьюзан Харрисон.
На момент своей смерти Холтон был помолвлен с парикмахершей Джанет Маклеван.

## Смерть
Холтон был найден мертвым своей невестой Джанет Маклеван. Он умер от передозировки алкоголя и морфина со следами диазепама и каннабиса в организме. Это произошло в ночь на 25 октября 1985 года.
Патологоанатом Руфус Кромптон сказал во время дознания в городе Хорнси, Северный Лондон, что он выпил менее чем за полчаса до своей смерти и что морфин лишил бы его сознания в течение нескольких минут.
У Холтона был уровень алкоголя в крови 199 мг и уровень морфина 0,8 мг на литр.
Он употреблял наркотики в течение нескольких лет после опыта на музыкальной сцене и пристрастился к героину, от этой привычки он отказался через некоторое время после того, как в эфир вышла первая серия «Auf Wiedersehen, Pet».
Гари подумывал о создании клиники, чтобы помогать другим людям с их зависимостями.
У Холтона, на тот момент, были значительные долги, и у него было два приказа о банкротстве на общую сумму 61 000 фунтов стерлингов.
Эти долги были частично из-за того, что он не платил налоги с 1979 года, а также имел ипотечный кредит в размере 48 500 фунтов стерлингов на квартиру в Мейда-Вейл в Лондоне.
Он умер в середине второй серии кинокомедии «Прощай, Домашнее Животное», но продюсеры использовали дублеров и редактирование уже записанных диалогов, чтобы сериал мог быть завершен.
В конце концов они переписали сериал, так что в каждой сцене в помещении, в которой изначально участвовал Холтон, приводились оправдания его отсутствия.
Незадолго до смерти он выпустил сингл «Catch A Falling Star». В предстоящее Рождество он должен был сыграть главную роль в пантомиме «Питер Пэн».

### Похороны
Похороны Холтона состоялись 22 ноября 1985 года с 15-минутной службой в крематории Голдерс-Грин в Лондоне. На похоронах присутствовали его коллеги по фильму «Auf Wiedersehen».

## Дискография

### Альбомы
Heavy Metal Kids
- Heavy Metal Kids (1974)
- Anvil Chorus (1975)
- Kitsch (1976)

Холтон/Стил
- Gary Holton & Casino Steel (1981)
- Part II (1982)
- III Edition (1983)
- No 4 (1984)

Сольно
- Sing It To Me (1989) (вместе с Миком Росси)

### Синглы
Heavy Metal Kids
- «It’s The Same/Rock & Roll Man» (1974)
- «Ain’t Nothing But A House Party/You Got Me Rolling» (1975)
- «She’s No Angel» (1976)
- «Delirious» (1977)
- «Chelsea Kids» (1977)

Холтон/Стил
- «Ruby, Don't Take Your Love to Town» (1981)
- «Blackberry Way/Candy» (1982)
- «No Reply» (1983)

Сольно
- «Ruby, Don't Take Your Love to Town» (1980)
- «Catch A Falling Star» (1984)
- «Holiday Romance» (1984) (Вместе с Миком Росси)
- «People in Love» (1986)
- «Catch A Falling Star Re-Issue» (1989)

## Фильмография
| Год     | Название             | Роль                     | Примечания                                     |
| ------- | -------------------- | ------------------------ | ---------------------------------------------- |
| 1979    | Quadrophenia         | Агрессивный рокер        | Не указан                                      |
| 1979    | Shoestring           | Гари Молклмб             | 1 эпизод                                       |
| 1979    | The Knowledge        | Эдди Хэйрстайл           |                                                |
| 1980    | Play for Today       | Кит                      | 1 эпизод                                       |
| 1980    | Bloody Kids          | Кен                      | 1 эпизод                                       |
| 1980    | Breaking Glass       | Punk Guitarist           |                                                |
| 1981    | Tiny Revolutions     | Сосед                    | TV movie                                       |
| 1981    | The Gentle Touch     | Рик Слоан                | 1 эпизод                                       |
| 1983-85 | Auf Wiedersehen, Pet | Уэйн «Оз Лондона» Норрис | 26 эпизодов, (final appearance)                |
| 1984    | Minder               | Барри                    | Серия 5, Эпизод 3: A Number of Old Wives Tales |
| 1985    | Bulman               | Берни Скруп              | 1 эпизод                                       |